# Aphaenogaster dlusskyi
Aphaenogaster dlusskyi är en myrart som beskrevs av Alexander G. Radchenko och Arakelian 1991. Aphaenogaster dlusskyi ingår i släktet Aphaenogaster och familjen myror. Inga underarter finns listade i Catalogue of Life.